# Detroit's Son
Albums de Guilty Simpson
Highway Robbery
(2013)
Detroit's Son est le troisième album studio de Guilty Simpson, sorti le 11 septembre 2015.

## Liste des titres
| No  | Titre                                | Durée |
| --- | ------------------------------------ | ----- |
| 1.  | R.I.P.                               | 3:01  |
| 2.  | Blunts in the Air (featuring Cysion) | 3:00  |
| 3.  | The D                                | 3:19  |
| 4.  | Ghetto                               | 1:07  |
| 5.  | Detroit's Son                        | 3:22  |
| 6.  | Fractured (featuring Fat Ray)        | 3:08  |
| 7.  | Radiation Burn                       | 2:42  |
| 8.  | Money                                | 2:28  |
| 9.  | Smoking (featuring Spacek)           | 2:55  |
| 10. | Rhyme 101                            | 2:34  |
| 11. | The Music                            | 0:50  |
| 12. | Beautiful Death                      | 1:22  |
| 13. | Blue Collar (featuring Elzhi)        | 3:18  |
| 14. | The Time Is Now                      | 2:18  |
| 15. | Dirty Glove (featuring Phat Kat)     | 3:39  |
| 16. | Say What?                            | 2:30  |
| 17. | Power Outage (featuring Spacek)      | 2:43  |